# Акрибія
Акрибія (дав.-гр. ἀκρίβεια — надзвичайна точність, ретельність, ґрунтовність, детальність, акуратність, ощадність) — ретельність, бездоганність, точність, старанність у виконанні певної роботи, скажімо обстеження чи дослідження. У Давній Греції цим словом послуговувались передусім філологи-класики. У філології акрибія означає абсолютну точність при виданні тексту: бездоганність довідкового апарату, відсутність помилок при наборі, а відтак і друкарських помилок у тексті.
Окремі дослідники вважають, що слово «акрибія» нині несправедливо забуте.

## Канонічне право
У православному канонічному праві існує два поняття: акривія та економія. Акривея, тобто суворість, "є суворим застосуванням (іноді навіть продовженням) покаяння, призначеного нерозкаяному і злісному порушникові". Економія, тобто лагідність, "це розумне послаблення покути, коли грішник виявляє каяття і розкаяння".